# Amigo (album)
Pour les articles homonymes, voir Amigo.
Albums de Kendji Girac
Ensemble, le live
(2017) Mi vida
(2020)
Singles
1. Maria Maria
Sortie : 20 avril 2018
2. Pour oublier
Sortie : 22 juin 2018
3. Tiago
Sortie : 19 octobre 2018
4. Que Dieu me pardonne
Sortie : 15 février 2019

Amigo est le 3e album studio de Kendji Girac sorti le 31 août 2018.
Il contient les tubes Maria Maria,,,,, Pour oublier et Tiago. L'album est certifié disque de platine au bout de trois semaines.

## Vidéo clips
- Maria Maria : 20 avril 2018 (version longue) et 30 mai 2018 (version courte)
- Pour oublier : 10 juillet 2018
- Tiago : 26 octobre 2018
- Que Dieu me pardonne (avec Claudio Capéo) : 19 février 2019

## Liste des titres
| No  | Titre                                     | Auteur                     | Compositeur(s)                                            | Durée |
| --- | ----------------------------------------- | -------------------------- | --------------------------------------------------------- | ----- |
| 1.  | Pour oublier                              | Renaud Rebillaud & Vianney | Renaud Rebillaud                                          |       |
| 2.  | Tiago                                     | Vianney                    | Renaud Rebillaud & Vianney                                |       |
| 3.  | Amigo                                     | Damso                      | Renaud Rebillaud                                          |       |
| 4.  | Laisse tomber                             | Damso                      | Renaud Rebillaud                                          |       |
| 5.  | Que Dieu me pardonne (avec Claudio Capéo) | Kendji Girac               | Renaud Rebillaud                                          |       |
| 6.  | Autour du feu                             | Kendji Girac               | Renaud Rebillaud                                          |       |
| 7.  | Maria Maria                               | Damso                      | Kendji Girac, Felipe Saldivia, Fred Savio & Florian Rossi |       |
| 8.  | Ma folie                                  | Kendji Girac               | Fred Savio & Felipe Saldivia                              |       |
| 9.  | Tu vas manquer                            | Kendji Girac               | Renaud Rebillaud                                          |       |
| 10. | Mi Amor                                   | Damso                      | Renaud Rebillaud                                          |       |
| 11. | Si je pars                                | Kendji Girac               | Renaud Rebillaud                                          |       |
| 12. | Ma bien aimée                             | Kendji Girac               | Renaud Rebillaud                                          |       |
| 13. | Yo Cantare                                | Kendji Girac               | Fred Savio & Felipe Saldivia                              |       |

## Classements

### Classements hebdomadaires
En France, l'album s'est classé trois semaines à la première place.
| Classement (2018)            | Meilleure position |
| ---------------------------- | ------------------ |
| Belgique (Flandre Ultratop)  | 69                 |
| Belgique (Wallonie Ultratop) | 1                  |
| France (SNEP)                | 1                  |
| Suisse (Schweizer Hitparade) | 7                  |

## Certifications
| Région | Certification | Ventes/Streams |
| --- | ------------- | -------------- |
| France (SNEP) | 3 × Platine   | 300 000‡       |
| *Ventes selon la certification ^Mise en rayon selon la certification xNon précisé par la certification ‡ventes/streaming selon la certification |               |                |